# 前进街道 (伊春市)
前进街道是中华人民共和国黑龙江省伊春市伊美区下辖的一个街道办事处。
2016年，伊春市人民政府批准撤销前进街道办事处，各社区由伊春区直辖。2019年6月，国务院同意调整伊春市部分行政区划，撤销伊春区，新设伊美区；同年，伊春市人民政府批准恢复设立前进街道办事处

## 行政区划
前进街道下辖以下村级行政区划单位：
新园社区、红光社区、前卫社区、农林社区、光明社区和桃园社区。